# Hymn Norwegii
Ja, vi elsker dette Landet (Tak, kochamy ten kraj) – hymn państwowy Norwegii.
Autorem muzyki jest Rikard Nordraak. Muzyka pieśni została skomponowana na przełomie 1863/1864. Słowa napisał poeta i dramaturg, noblista Bjørnstjerne Bjørnson. Po raz pierwszy tekst opublikowano na łamach gazety „Aftenbladet” 1 października 1859. Ostateczna wersja została napisana w 1869 roku. Tekst pieśni autor włączył do zbioru poetyckiego Digte og Sange (Wiersze i pieśni).
Pieśń po raz pierwszy została wykonana publicznie przez 24-osobowy chór męski 17 maja 1864 w Eidsvoll, miejscu ustanowienia konstytucji i również tego samego dnia w Christianii. Odbyło się to w ramach obchodów 50 rocznicy uchwalenia ustawy zasadniczej przyjętej przez parlament norweski, na mocy której Norwegia, będąca do 1814 roku prowincją duńską, otrzymała trwającą zaledwie kilka miesięcy niepodległość (4 listopada 1814 Norwegia została połączona unią personalną ze Szwecją).
Nie istnieje żaden przepis prawny, który ustanawiałby pieśń Ja, vi elsker dette Landet hymnem Norwegii, ale funkcjonuje ona jako hymn państwowy na mocy umowy społecznej. Zazwyczaj śpiewa się jedynie pierwszą i dwie ostatnie strofy.
Ja, vi elsker dette Landet 

Som det stiger frem  

Furet værbitt over vannet 

Med de tusen hjem 

Elsker, elsker det og tenker 

På vår far og mor 

Og den saganatt som senker 

drømme på vår jord

Dette landet Harald berget 

med sin kjemperad, 

dette landet Håkon verget 

medens Øyvind kvad; 

Olav på det landet malte 

korset med sitt blod, 

fra dets høye Sverre talte 

Roma midt imot.

Bønder sine økser brynte, 

hvor en hær dro frem, 

Tordenskiold langs kysten lynte, 

så den lystes hjem. 

Kvinner selv stod opp og strede, 

som de vare menn; 

andre kunne bare grede, 

men det kom igjen!

Visstnok var vi ikke mange, 

men vi strakk dog til, 

da vi prøvdes noen gange, 

og det stod på spill; 

ti vi heller landet brente 

enn det kom til fall; 

husker bare hva som hendte 

ned på Fredrikshald!

Hårde tider har vi døyet, 

ble til sist forstøtt; 

men i verste nød blåøyet 

frihet ble oss født. 

Det gav faderkraft å bære 

hungersnød og krig, 

det gav døden selv sin ære – 

og det gav forlik.

Fienden sitt våpen kastet, 

opp visiret for, 

vi med undren mot ham hastet, 

ti han var vår bror. 

Drevne frem på stand av skammen 

gikk vi søderpå; 

nu vi står tre brødre sammen, 

og skal sådan stå!

Norske mann i hus og hytte, 

takk din store Gud! 

Landet ville han beskytte, 

skjønt det mørkt så ut. 

Alt hva fedrene har kjempet, 

mødrene har grett, 

har den Herre stille lempet 

så vi vant vår rett.

Ja, vi elsker dette Landet, 

som det stiger frem, 

furet, værbitt over vannet, 

med de tusen hjem. 

Og som fedres kamp har hevet 

det av nød til seir, 

også vi, når det blir krevet, 

for dets fred slår leir.
Tak, kochamy ten kraj

Rozciągający się

Skałami i chmurami ponad morzem,

Z tysiącem domostw.

Kochamy, kochamy go i myślimy

O naszych ojcach i matkach

I sagach, które ślą

Ślą marzenia na naszą ziemię

Ten kraj Harald uratował

Ze swoją wielką flotą,

Tego kraju Haakon Dobry bronił

Podczas gdy Øyvind śpiewał;

Olav umalował ten kraj

Krzyżem swojej krwi,

Ze swoich wyżyn Sverre powiedział

Powstań przeciw Rzymowi

Rolnicy naostrzyli swoje topory,

Kiedy armia przyszła,

Tordenskiold grzmiał blisko wybrzeża,

Więc mógł zobaczyć jak wraca do domu.

Nawet kobiety powstały i walczyły,

Jakby były mężczyznami;

Reszta mogła tylko płakać,

Jednak szybko się to skończyło!

Prawda, nie było nas dużo,

Jednak wystarczająco,

Gdy oni nas wyzwali,

A to było zagrożenie;

Woleliśmy spalić nasz kraj

Niż zostać pokonani;

Po prostu pamiętamy co się zdarzyło

Pod Fredrikshald.

Z ciężkimi czasami daliśmy sobie radę,

Nie były w końcu uznawane;

Ale w najgorszych cierpieniach, niebieskooka

Wolność nas urodziła.

Dała nam ojcowską siłę do znoszenia

Głodu i wojen,

Dała nam swoją śmierć i honor –

I kompromis.

Wróg odrzucił swoją broń,

Podniósł przyłbice,

My, w zdumieniu, ich pośpiechu,

Ponieważ on był naszym bratem.

Prowadził, abyśmy patrzyli na wstyd

Poszliśmy na południe;

Teraz Trzej bracia stanowią jedno

I powinno tak zostać!

Norwegowie w domach i chatach,

Dziękują Ci, wielki Boże!

On zachował ten kraj,

Nawet pomimo to, że wygląda to źle.

I gdy ojcowie walczyli,

A matki płakały,

Pan po cichu się wzruszył

Więc wygraliśmy nasze prawa.

Tak, kochamy ten kraj,

Gdy pojawiają się,

Skały i chmury nad morzem,

Z tysiącem domów.

A gdy ojcowie zmagali się powstał

Z biedy do chwały,

Mimo to będziemy więc domagać się,

Spokoju do trwania.